# يوشيهيرو دوي
يوشيهيرو دوي (باليابانية: 土肥義弘؛ بالكانا: どい よしひろ) هو لاعب كرة قاعدة ياباني، ولد في 1 سبتمبر 1976 في سايتاما في اليابان.

## وصلات خارجية
- يوشيهيرو دوي على موقع الدوري الياباني لكرة القاعدة (الإنجليزية)
- يوشيهيرو دوي على موقعبيزبول رفرنس.كوم (الدوري الثانوي) (الإنجليزية)